# Diplopode
Diplopoda su najobimnija grupa stonoga. Poznato je oko 12.000 vrsta koje su najbrojnije u tropskim predelima

## Opis i građa
Telo im je cilindrično, diferencirano na glavu, grudi i abdomen. Abdomen je građen od udvojenih segmenata i ekstremiteta po čemu su i dobile ime. Glava diplopoda je jasno izražena. Na njoj se nalaze kratke antene sa po 7 – 9 članaka. Oči su im građene od skupina prostih očiju (ocela). Usta su im okružena mandibulama koje su snažne i složeno grđene. Iza mandibula se nalazi gnatohilarijum. Gnatohilarijum na distalnoj ivici nosi nekoliko tuberkula koje služe kao čula ukusa i za pridržavanje delova hrane. Iza glave se nalaze četiri segmenta koji nisu udvojeni pa se ovaj deo označava kao grudni (thorax). Prvi segment (collum) je bez ekstremiteta. On je krupan i specifične morfologije, označava se i kao vratni segment. Sledeća tri segmenta imaju po par ekstremiteta. Na trećem segmentu toraksa se nalazi parni polni otvor, pa se on označava kao i genitalni. Iza segmenata grudi sledi serija diplosegmenata sa po dva para ekstremiteta. Na zadnjem segmentu, pigidijumu nalazi se analni otvor. Respiratorni sistem je građen od traheja koje se otvaraju parnim stigmama sa ventralne strane. Stigme vode u trahejne cevčice koje se granaju po celom telu. Ekskreciju vrše parni Malpigijevi sudovi koji su vrlo dugi. Nervni sistem je lestvičast kao i kod ostalih stonoga, samo što su ganglije u diplosegmentima abdomena udvojene. Od čula imaju dobro razvijene oči, građene od skupina ocela. Većina diplopoda je negativno fototropna. Antene imaju senzitivne dlačice za precepciju mehaničkih draži. Pored njih na antenama se nalaze hemoreceptori koji su razvijeni i na gnatohilarijumu.

## Stanište i distribucija
Nastanjuju sve kontinente osim Antarktika. Naseljavaju skoro sva terestrična staništa u rasponu od arktičkog kruga na severu do Argentinske provincije Santa Kruz na jugu. Tipični su stanovnici šumskog tla, žive u opalom lišću, trulim stablima ili u zemlji pod uslovom da stanište vlažno. Najbrojnije su u vlažnim šumama umerene zone gde mogu da dostignu gustinu od preko 1,000 individua po metru kvadratnom.

## Ishrana
Za većinu Diplopoda je karakteristično da se hrane biljnom hranom koju grickaju složenim mandibulama. Neke tropske vrste su zoofagne i hrane se sitnim beskičmenjacima.

## Sistematika
U okviru klase Diplopoda se izdvajaju dve potklase sa više redova: Pselaphognatha i Chilognatha. Pselaphognatha obuhvata oko 100 vrsta sitnih diplopoda koje su klasifikovane u familiju Polyxenidae. U okviru potklase Chilognatha izdvajaju se tri nadreda: Opisthandria, Colobognatha i Proterandria.

## Spoljašnje veze
- Milli-PEET: The Class Diplopoda – The Field Museum, Chicago
- Millipedes of Australia Архивирано на веб-сајту  (27. јун 2018)
- Diplopoda: Guide to New Zealand Soil Invertebrates Архивирано на веб-сајту  (13. мај 2020) – Massey University
- SysMyr, a myriapod taxonomy database Архивирано на веб-сајту  (25. април 2020)
- British Myriapod & Isopod Group